# Протромбиназа

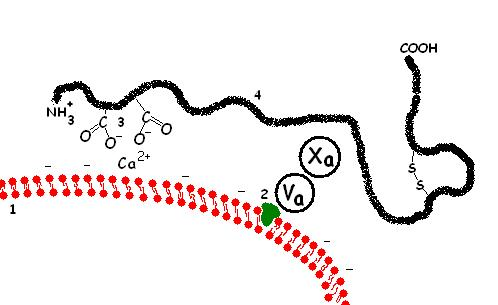
Строение протромбиназного комплекса (по Р.Марри Д. Греннер П. Мейес В. Родуэлл):
1. мембрана тромбоцита, содержащая анионный фосфолипид
2. Рецептор, связывающий активный V фактор
3. Карбоксильные группы γ-карбоксиглутамата
4. Протромбин

Протромбина́за (англ. prothrombinase complex) — сложный комплекс, который состоит из активированных X и V факторов свёртывания, формирующийся на фосфолипидной поверхности мембран тромбоцитов, в присутствии ионов кальция. Катализирует превращение II фактора из неактивной формы (протромбин) в активную (тромбин).

## Формирование протромбиназного комплекса
Формирование протромбиназного комплекса (протромбиназы) происходит на поверхности тромбоцитов. В этом процессе участвуют активированные X и V факторы свёртывания, ионов кальция, анионный тромбоцитарный фосфолипид.
Анионный тромбоцитарный фосфолипид (син.: тромбоцитарный фактор 3; тромбоцитарный тромбопластин; мембранный фосфолипидный фактор) — расположен на внутренней поверхности цитоплазматической мембраны тромбоцитов, несёт отрицательный заряд (отчего его и называют анионным). При повреждении стенки сосудов тромбоциты активируются, а анионный тромбоцитарный фосфолипид экспансируется на наружную поверхность тромбоцитарной мембраны (видимо при дегрануляции).
После экспансии анионного фосфолипида на наружную поверхность тромбоцитов, в процесс вступают ионы кальция. Последние, будучи способные формировать несколько координационных связей, соединяют между собой анионный тромбоцитарный фосфолипид и протромбин. В N-концевом участке протромбина есть особая аминокислота — γ-карбоксиглутамат (такая аминокислота образуется параллельно с синтезом протромбина в печени в присутствии витамина K). γ-карбоксиглутамат имеет две карбоксильные группы, которые соединяются с ионами кальция, а те уже непосредственно связываются с отрицательно заряженным анионным фосфолипидом.
На цитоплазматической мембране имеется ещё специфический рецептор, с которым соединяется активированный V фактор свёртывания. После того, как V фактор прикрепляется к тромбоциту, он уже сам выполняет функцию рецептора, к которому прикрепляется X фактор свёртывания. Тот, в свою очередь, связывается с F-1{\displaystyle \cdot }2 фрагментом протромбина и разрезает молекулу протромбина в определённых сайтах.
Таким образом, протромбиназный комплекс представлен четырьмя основными компонентами:
- Анионный тромбоцитарный фосфолипид (тромбоцитарный тромбопластин; тромбоцитарный фактор 3);
- Ионы кальция;
- Активированный фактор X (Стюарта-Прауэра);
- Активированный фактор V (Акцелерин).

## Функционирование протромбиназного комплекса

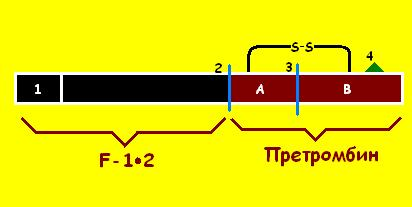
Схема строения протромбина (по Р.Марри Д. Греннер П. Мейес В. Родуэлл):
1. участок, содержащий γ-карбоксиглутамат
2. и 3. Сайты расщепления X фактором
4. каталитически активный участок будущего тромбина

Действие протромбиназного комплекса направлено на протромбин (II фактор свёртывания). Молекула протромбина представляет собой одноцепочечный гликопротеид с молекулярной массой 72 кД. В ней имеется N-концевой участок (свободная аминогруппа) и C-концевой участок (свободная карбоксильная группа). N-концевой участок молекулы содержит γ-карбоксиглутамат, с помощью которой протромбин через ионы кальция прикрепляется к поверхности тромбоцита. Протромбин состоит из двух половин: F-1{\displaystyle \cdot }2 (не войдёт впоследствии в состав тромбина) и претромбина (составляет основу будущего тромбина).
После формирования протромбиназы активированный фактор X, входящий в состав протромбиназного комплекса, катализирует расщепление молекулы протромбина в определённых сайтах (см. рис.). В результате освобождается тромбин, который состоит из двух полипептидных цепочек (А и В), соединённых бисульфидной связью.
Исследователям удалось чётко установить сайты в молекуле протромбина, которые разрезаются Х фактором. Их два: один сайт расположен после Arg271, а другой после Arg320.

## Инактивация протромбиназы
Активированный V фактор свёртывания (акцелерин) выполняет функцию посредника, благодаря которому X фактор свёртывания прикрепляется к тромбоциту. Именно на V фактор свёртывания направлен один из основных механизмов инактивации протромбиназного комплекса. Дело в том, что активированный протеин C атакует V фактор и разрезает его молекулу в следующих сайтах: Аrg306, Arg506 и Arg679.. После разрушения фактора V протромбиназный комплекс утрачивает узловое звено и распадается.
В некоторых руководствах указывается, что протромбиназа инактивируется тромбином. Однако, это явление также опосредуется протеином С, так как тромбин активирует протеин С, а он в свою очередь инактивирует саму протромбиназу.

## Роль в заболеваниях
К патологическим состояниям может привести дефицит любого из компонентов протромбиназного комплекса. Тем не менее такие состояния крайне редки. Например, дефицит V фактора свёртывания — парагемофилия — редкое аутосомно-рецессивное заболевание, частота встречаемости 1:1 000 000. Частота встречаемости дефицита фактора Х также составляет около 1:1 000 000.
В 1993 году шведский ученый Берн Дальбек (швед. B.Dahlback) описал семейную тромбофилию, причиной которой являлась неспособность крови реагировать на уже активированный протеин С. Через год в 1994 году в голландском городе Лейдене профессором Бертиной (R. Bertina et al.) удалось расшифровать патогенез данной тромбофилии. Оказалось, что в гене, кодирующем фактор V, происходит миссенс-мутация G1691A (1691 по счёту нуклеотид, в норме представленный гуанином, заменяется на аденин), которая приводит к замене аминокислоты в составе проакцелерина R506Q (в 506 положении аргинин меняется на глутамин). В результате точка приложения инактивационного протена С исчезает и он не в состоянии разрушить фактор V. Поэтому период жизни протромбиназы увеличивается, образуется потенциально больше тромбина, а последний факт говорит о том, что существенно возрастает риск венозных тромбозов. Данную патологию назвали в честь города, где удалось расшифровать патогенез заболевания — «болезнь фактора V Лейден». Данный генетический дефект является самой частой причиной наследственной тромбофилии у жителей европейских стран. Фактор V Лейден отмечается у 3—5 % белого населения, но существуют значительные региональные различия. Так, в Италии мутация встречается редко, а в Греции частота носительства достигает 15 %. Мутация практически не встречается у африканцев, индейцев, китайцев, японцев, в некоторых районах Гренландии.
| Фактор | Заболевание                    | Патогенетическое звено                  | Свёртываемость крови | Предполагаемый риск                     |
| ------ | ------------------------------ | --------------------------------------- | -------------------- | --------------------------------------- |
| V      | Парагемофилия (болезнь Оврена) | Дефицит фактора V                       | ↓                    | Кровоточивость, геморрагические диатезы |
| V      | Лейденовская мутация           | фактор V устойчив к действию протеина С | ↑                    | Венозные тромбозы                       |
| X      |                                | Дефицит фактора X                       | ↓                    | Кровоточивость, геморрагические диатезы |

## Лекарственные препараты, действующие на протромбиназу
К данной группе относят препараты, которые способны воздействовать хотя бы на один из компонентов протромбиназного комплекса и изменять тем самым функцию протромбиназы. Такой способностью обладает нефракционированный гепарин (аббр.: НФГ), последний, с помощью антитромбина III, инактивирует активные II и Х факторы свёртывания.
В молекуле антитромбина имеются аргининовые центры (такие же как в фибриногене и протромбине, на которые действуют активные II и Х факторы свёртывания соответственно), к которым присоединяются тромбин и активный Х фактор. Последние, связываясь с антитромбином III, удаляются из кровотока и в свёртывании уже участия не принимают. НФГ присоединяется к лизиновым участкам антитромбина III, что вызывает конформационные изменения в последнем и его активность повышается.
Если нефракционированный гепарин подвергнуть фракционированию, то можно получить фракции высокомолекулярного гепарина и низкомолекулярного гепарина (аббр.: НМГ). Оказалось, что между ними есть, как минимум, два принципиальных отличия:
1. Высокомолекулярный гепарин угнетает преимущественно II фактор, а НМГ — X.
2. НМГ действует более продолжительно.

В последнее время получены очень мелкие фракции гепарина, например, препарат фондапаринукс, который представляет из себя пентосахарид, который связываясь с антитромбином III, угнетает исключительно X фактор свертывания (НМГ хоть и угнетают преимущественно X фактор, но воздействие на тромбин не исключено).
| Показатель                                 | НФГ                                                                            | НМГ                                            | Фондапаринукс                   |
| ------------------------------------------ | ------------------------------------------------------------------------------ | ---------------------------------------------- | ------------------------------- |
| Биологический эффект                       | Ингибирует факторы IIa, Xa, а также IXa, XIa и XIIa                            | Ингибирует фактор Ха (в меньшей степени — IIa) | Селективно ингибирует фактор Ха |
| Связывание с другими факторами свёртывания | +++                                                                            | ++                                             | -                               |
| Период полужизни, ч                        | 3                                                                              | 4                                              | 17-21                           |
| Биодоступность                             | 30 %                                                                           | Более 90 %                                     | Около 100 %                     |
| Пути выведения                             | Ретикулоэндотелиальные и эндотелиальные клетки, в небольшом количестве — почки | В основном почки                               | Почки                           |
| Тромбоциты                                 | Ингибирует функцию                                                             | Обладает минимальным влиянием                  | Не влияет                       |
| Гепарининдуцированная тромбоцитопения      | 2-5 %                                                                          | 1-2 %                                          | Не вызывает                     |
| Количество инъекций в день                 | 2-4                                                                            | 1-2                                            | 1                               |